# Samuel Vestey
Samuel George Armstrong Vestey (né le 19 mars 1941 et mort le 4 février 2021) est un pair, propriétaire foncier et homme d'affaires britannique. Il est maître du cheval de la reine Élisabeth II. Il a pour titre 3e baron Vestey.
Il fait partie de la dynastie familiale qui a fondé et dirige toujours la multinationale Vestey Holdings.

## Jeunesse
Samuel Vestey est né le 19 mars 1941, fils de Pamela Armstrong) et du capitaine William Howarth Vestey, membre des Scots Guards qui est tué au combat en 1944 pendant la Seconde Guerre mondiale. Il est l'arrière-petit-fils de la célèbre chanteuse d'opéra Nellie Melba du côté de sa mère. Il fait ses études au Collège d'Eton, avant de fréquenter Sandhurst et de servir comme lieutenant dans les Scots Guards.

## Carrière dans les affaires
Il est président du Meat Training Council de 1991 à 1995, avant de devenir président du Vestey Group (aujourd'hui Vestey Holdings) en 1995. Il est également livreur de la Worshipful Company of Butchers. En 1980, une enquête du Sunday Times révèle que son cousin Edmund et lui n'ont payé que 10 £ d'impôt sur un bénéfice de 2,3 millions de £ de l'entreprise familiale réalisé par la chaîne Dewhurst,.
Vestey, par l'intermédiaire de son entreprise familiale, est propriétaire de la Wave Hill Station en Australie au moment de la grève de Gurindji (également connue sous le nom de Wave Hill walk-off) qui a duré neuf ans à partir de 1966, après que 200 travailleurs aborigènes australiens aient organisé une grève contre les conditions de travail et les salaires, et la dépossession des terres,.
Son rôle dans la grève est mentionné par la chanson de Ted Egan "Gurindji Blues", écrite en 1969 avec Lingiari,, et plus tard popularisée dans la chanson de 1991 par Paul Kelly et Kev Carmody, "From little Things Big Things Grandir". Il obtient également une mention dans la chanson du musicien folk irlandais Damien Dempsey "Wave Hill Walk Off", sur son album de 2016 No Force on Earth,.

## Service public
En 1954, Vestey succède à son grand-père au titre de pairie à l'âge de treize ans. Son siège familial est Stowell Park Estate dans le Gloucestershire, où son père est enterré.
Il est chancelier (1988–91) et Lord Prieur de l'Ordre très vénérable de l'hôpital de Saint-Jean de Jérusalem (1991–2002) après avoir été nommé bailli Grand-Croix (GCStJ) en 1987. Il est lieutenant adjoint du Gloucestershire en 1982.
Vestey est Maître du Cheval à la Maison Royale, du Souverain du Royaume-Uni de 1999 à 2018. Élisabeth II le nomme Chevalier Commandeur de l'Ordre Royal Victorien (KCVO) dans les Honneurs d'anniversaire de 2009.
La reine le nomme chevalier grand-croix de l'Ordre royal de Victoria (GCVO) en décembre 2018, à l'occasion de sa renonciation à son poste de maître du cheval. Vestey est nommé Lord-in-waiting permanent de la reine en août 2019.

## Vie privée
Vestey épouse Kathryn Eccles (décédée le 13 décembre 2017) le 11 septembre 1970 et ils divorcent en 1981. Ils ont deux filles et quatre petits-enfants :
- Saffron Alexandra Vestey (27 août 1971). Elle épouse Matthew Charles Idiens et ils divorcent en 2001. Ils ont deux enfants. Elle épouse Charles Foster en 2008.
  - Alfred John Simon Idiens (1 avril 1996)
  - Megan Rose Idiens (27 juillet 1998)
  - Evelyn Grace Foster (6 mars 2009)
  - William George Foster (7 novembre 2011)
- Flora Grace Vestey (22 septembre 1978). Elle épouse Laurence J. Kilby et ils divorcent en 2010. Elle épouse James Hall en 2011.

Il se remarie à Celia Elizabeth Knight (1949 - 28 novembre 2020) le 22 décembre 1981. Ils ont trois enfants :
- William Guy Vestey (27 août 1983). Il épouse Violet Gweneth Henderson le 6 février 2013. Ils ont deux enfants:
  - Ella Victoria Vestey (13 juillet 2015)
  - Samuel Oscar Vestey (7 novembre 2018)
- Arthur George Vestey (1985). Il épouse l'hon. Martha Beaumont en juin 2015. Ils ont deux enfants:
  - Frank William Vestey (25 juillet 2016)
  - Cosima Vestey (2018)
- Mary Henrietta Vestey (1992)

Son fils aîné, William Guy Vestey, sert de page d'honneur à la reine Élisabeth II de 1995 à 1998.
La richesse combinée de la famille Vestey (Lord Vestey, avec son cousin, Edmund Hoyle Vestey) s'élève à environ 1,2 milliard de livres sterling selon la Sunday Times Rich List 2013.